# John Dean (Publizist)

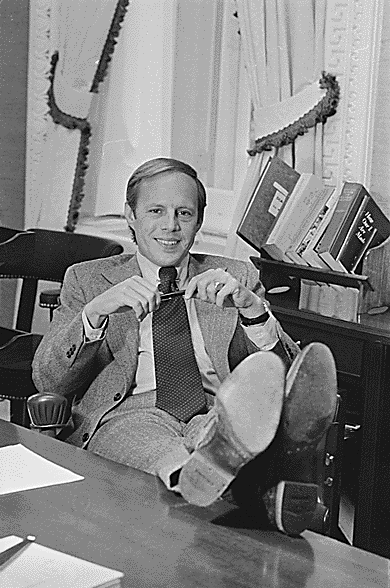
John Dean (1972)

 John Wesley Dean III  (* 14. Oktober 1938 in Akron, Ohio) ist ein US-amerikanischer Jurist. Er war Rechtsberater von Richard Nixon und gehörte damit zum inneren Kreis des US-Präsidenten. Dean war eine der Schlüsselfiguren in der Watergate-Affäre. Anfangs war er dem Präsidenten noch loyal ergeben und eine der Personen, die die Vertuschung leiteten. Als er jedoch zum Sündenbock gemacht werden sollte, wechselte er die Seiten und wurde der Hauptbelastungszeuge des Skandals. Heute arbeitet Dean als Buchautor, Fernsehkolumnist und Publizist.

## Leben

### Leben bis zum Watergate-Skandal
John Dean erhielt 1961 am Wooster College den B.A. 1965 beendete er sein Jurastudium an der Georgetown University mit Verleihung des Juris Doctor. Danach arbeitete Dean in einer Anwaltskanzlei in Washington. Nach einem innerbetrieblichen Streit wurde ihm dort gekündigt. Danach wurde er Chefrechtsberater der Republikaner im Repräsentantenhaus der Vereinigten Staaten. 1969 wechselte er zum Justizministerium in leitender Stelle. Danach wurde er Rechtsberater des Weißen Hauses.

### Watergate-Skandal
Als Rechtsberater des Präsidenten war Dean in die illegalen Machenschaften der „Klempner“ eingeweiht. Bei den Klempnern handelte es sich um eine kleine und geheime Polizei- und Spionagetruppe mit der Bezeichnung Einheit für spezielle Ermittlungen (Special Investigations Unit). Dean war neben Jeb Magruder einer der Verantwortlichen der Vertuschung. Als sich der Skandal immer weiter ausbreitete, warnte er Nixon in einem persönlichen Gespräch „von einem Krebsgeschwür, das seine Präsidentschaft bedrohen“ würde.
Nachdem Journalisten Dean bereits bedrängt hatten, lud Nixon Dean ein, einige Tage in der Präsidentenfreizeitanlage Camp David zu verbringen. Dort sollte Dean über seine bisherigen Aktivitäten für Nixon einen Bericht zu Watergate verfassen. Dieser Bericht wäre zugleich Schild und Schwert des Präsidenten gewesen. Nixon hätte dann sagen können, das sei alles gewesen was er zu Watergate wisse, und auch das erst durch den Bericht, womite Dean zum Alleinschuldige geworden wäre. Also wechselte Dean die Seite. Er beauftragte seinen Anwalt, bei der Staatsanwaltschaft vorzufühlen. Das Angebot lautete: Aussage eines hochrangigen Beschäftigten des Weißen Hauses gegen Deans Straffreiheit. Die Staatsanwaltschaft war damit einverstanden.

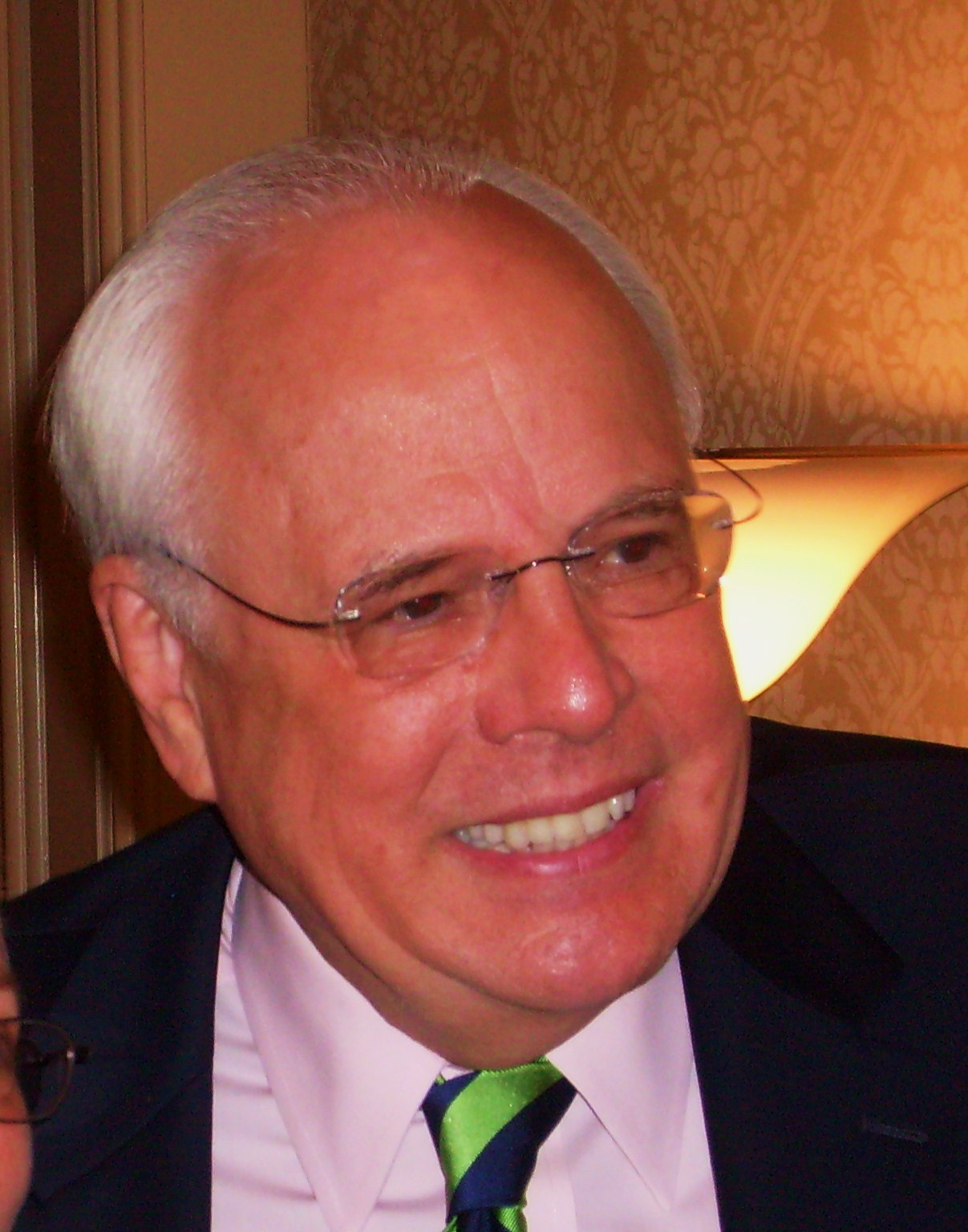
John Dean (2008)

Dean machte die Staatsanwaltschaft, die noch immer nur wegen eines Einbruches ermittelte, darauf aufmerksam, dass der Watergate-Einbruch nur die Fortsetzung einer ganzen Reihe von Einbrüchen der „Klempner“ waren. Seine Aussagen zeigten das wahre Ausmaß der Watergate-Affäre. Später wurde bekannt, dass sämtliche Gespräche im Weißen Haus durch eine Tonbandaufzeichnungs-Anlage aufgenommen worden waren (siehe auch Alexander Butterfield), wodurch Deans Aussagen bestätigt wurden (sonst hätte lediglich die Aussage Deans gegen das Wort des Präsidenten gestanden).
Sein Auftritt vor dem Untersuchungsausschuss war gut vorbereitet. Beispielsweise trug Dean (der sonst nur Kontaktlinsen trug) eine Hornbrille, die ihm eher den Anschein eines Buchhalters gab. Dean sagte vor dem Ausschuss vorbehaltlos aus. Trotz seiner Aussage setzten sich innerhalb der Staatsanwaltschaft die Hardliner gegen Dean durch und klagten ihn an. Seine Aussagebereitschaft wirkte strafmildernd, so dass er für Verschwörung, Behinderung der Justiz und Betruges der Regierung nur zu vier Monaten Gefängnis verurteilt wurde.

### Nach Watergate
Kurz nach dem Watergate-Skandal wurde Dean Investment-Banker, im Jahr 2000 ging er in den Ruhestand. Außerdem arbeitet er bis heute als Autor und Dozent. 1976 veröffentlichte er Blind Ambition, a Book of Memoirs. Das Buch wurde später als Fernsehserie verfilmt. Es folgten noch Verleumdungsklagen gegen das Buch Silent Coup von Len Colodny und Robert Gettlin aus dem Jahr 1991. Dean lebt in Beverly Hills, Kalifornien.

## Schriften
- Lost Honor (1982)
- The Rehnquist Choice. The Untold Story of the Nixon Appointment That Redefined the Supreme Court. (2001)
- Unmasking Deep Throat (2002)
- Zusammen mit Arthur M. Schlesinger: Warren G. Harding (The American Presidents). (2004)
- Worse Than Watergate. The Secret Presidency of George W. Bush (2004)
- The Nixon Defense. What He Knew And When He Knew It. (2014)